# И Господ слезе да ни види
„И Господ слезе да ни види“ е български игрален филм от 2001 година на режисьора Петър Попзлатев, по сценарий на Станислав Стратиев и Петър Попзлатев. Оператори са Емил Христов и Ели Йонова. Музиката във филма е композирана от Антони Дончев.

## Сюжет
Разказът започва в началото на есента на един пустинен плаж в Бретан. Франсоа е пристигнал да види баща си, преди да отпътува за далечна страна в дълбините на Европа. Виждаме го на малко летище в България, ако изобщо може да се нарече летище нивата, в която е кацнал възможно най-раздрънканият самолет на света. На борда му се намират нашите герои на път за планинското селце Кестен. В него всички власти се представляват от един и същи човек – Владимир. Той е учител и директор на училището; поради напускането на повечето жители – кмет, пощаджия, кръчмар и собственик на всичко в селото... Пред очите на Франсоа животът потича по немислим начин...

## Актьорски състав
- Ицхак Финци – писател франкофон
- Катя Паскалева – касиерка
- Самуел Финци – Владимир
- Светлана Янчева – Мария
- Ивайло Христов
- Йосиф Сърчаджиев – Пилотът
- Мариус Куркински - Танаси
- Владимир Пенев – Борис
- Кръстьо Лафазанов
- Филип Волтер – Франсоа
- Мая Новоселска
- Виргиния Келмелите
- Валентин Танев
- Александър Дойнов

## История
Премиерата на филма е на фестивала в Карлови Вари през 2001 г. под името „Посетени от Господа“, впоследствие филма претърпява сериозни промени и две години след първоначалната премиера излиза в Париж в окончателния си вариант с името „И Господ слезе да ни види“. На фестивала „Златна роза“ през 2002 г. в Бургас филмът е излъчван и със заглавието „Последно кино“.

## Награди
- Награда за режисура на Петър Попзлатев, Награда за операторско майсторство на Емил Христов и Награда за най-добра мъжка роля на Ицхак Финци от Фестивала на българския игрален филм „Златната роза“, (Варна, 2004).
- Специална награда на журито — диплом на името на Андрей Тарковски от международния филмов фестивал „Златен витяз“, (2006).